# گفتم که لبت گفت لبم آب حیات
رباعی با مطلع «گفتم که لبت گفت لبم آب حیات» سومین رباعی از دیوان حافظ به تصحیح محمد قزوینی و قاسم غنی می باشد.
| گفتم که لبت گفت لبم آب حیات |  | گفتم دهنت گفت زهی حبّ نبات  |
| گفتم سخن تو گفت حافظ گفتا   |  | شادیّ همه لطیفه گویان صلوات |